# Von-Neumann-Dimension
Die Von-Neumann-Dimension  ist ein Begriff aus der Mathematik, der insbesondere bei der Berechnung von L2-Betti-Zahlen Verwendung findet.

## Definition
Sei {\displaystyle \Gamma } eine abzählbare Gruppe und {\displaystyle V} ein Hilbert-{\displaystyle \Gamma }-Modul. Dann gibt es eine isometrische {\displaystyle \Gamma }-äquivariante Einbettung {\displaystyle i\colon V\to (l^{2}\Gamma )^{n}} und eine {\displaystyle \Gamma }-äquivariante orthogonale Projektion {\displaystyle p\colon (l^{2}\Gamma )^{n}\to (l^{2}\Gamma )^{n}} mit Bild {\displaystyle i(V)}. Die Von-Neumann-Dimension von {\displaystyle V} ist definiert als
{\displaystyle \dim _{N\Gamma }V:=tr_{\Gamma }(p)},
wobei {\displaystyle tr_{\Gamma }} die Von-Neumann-Spur bezeichnet. Diese Definition hängt nicht von der gewählten Einbettung {\displaystyle i} ab.

## Eigenschaften
- {\displaystyle \dim _{N\Gamma }(l^{2}\Gamma )^{n}=n}.
- {\displaystyle \dim _{N\Gamma }V=0\Longleftrightarrow V=0}.
- Wenn {\displaystyle f\colon V\to W} ein injektiver {\displaystyle \Gamma }-äquivarianter Homomorphismus mit dichtem Bild ist, dann ist {\displaystyle \dim _{N\Gamma }V=\dim _{N\Gamma }W}.
- Für eine schwach exakte Sequenz {\displaystyle 0\to U\to V\to W\to 0} von Hilbert-{\displaystyle \Gamma }-Moduln ist {\displaystyle \dim _{N\Gamma }V=\dim _{N\Gamma }U+\dim _{N\Gamma }W}.
- Die Von-Neumann-Dimension des vervollständigten Tensorprodukts zweier Hilbert-Moduln ist das Produkt der Von-Neumann-Dimensionen.
- Wenn {\displaystyle \Lambda \subset \Gamma } eine Untergruppe von endlichem Index ist, dann ist {\displaystyle \dim _{N\Lambda }Res_{\Lambda }^{\Gamma }V=\left[\Gamma \colon \Lambda \right]\dim _{N\Gamma }V}.

## Beispiele
- Für eine endliche Gruppe {\displaystyle \Gamma } und einen Hilbert-{\displaystyle \Gamma }-Modul ist {\displaystyle \dim _{N\Gamma }V={\frac {1}{\vert \Gamma \vert }}\dim _{\mathbb {C} }V}.
- Für {\displaystyle \Gamma =\mathbb {Z} } und eine messbare Menge {\displaystyle A\subset \left[-\pi ,\pi \right]} ist {\displaystyle V=\left\{f\cdot \chi _{A}\colon f\in L^{2}(\left[-\pi ,\pi \right],\mathbb {C} )\right\}} ein Hilbert-{\displaystyle \mathbb {Z} }-Modul und {\displaystyle \dim _{N\mathbb {Z} }V={\frac {1}{2\pi }}\int _{-\pi }^{\pi }\chi _{A}d\mu }.